# 前田一步園財團
前田一步園財團是成立於北海道阿寒湖溫泉以保護自然環境為目的所成立的國民信託組織。目前在阿寒湖周邊擁有3,892公頃森林地（包括北岸、西岸、南岸），300,000平方公尺的住宅用地，以及十二個溫泉泉源。財團利用這些資源發展阿寒湖的觀光，也利用觀光的收入來保護周邊的自然環境。
為了協助北海道原住民阿伊努人，財團也在阿寒湖溫泉裡提供了土地和店面，現也發展成為北海道最大的阿伊努聚落。

## 歷史
財團的前身為由前田正名在1906年成立的「阿寒前田一歩園」，當時前田正名經由《北海道國有未開地處分法》取得阿寒湖畔約3,200公頃的土地，為了管理這些山林土地，前田在阿寒湖畔設立了事務所。最初的目地是利用這些山林地來供應紙漿原木給造紙廠，但前田受到歐美思想的影響，同時也由於前田對於阿寒湖周邊的景色的感觸，在晚年時認為山林事業的經營應該轉由觀賞取代砍伐，退出了造紙產業，並留下了「前田家的財產就是公共財」的家訓。
歷經了前田正名的次子前田正次以及次媳前田光子的經營，阿寒前田一步園致力於阿寒周邊森林的維護，同時也在推展阿寒地區的觀光產業；為了永續經營，也在1983年轉成立為國民信託組織「前田一步園財團」，並將所有資產交由財團經營管理。

## 外部連結
- （日語） 前田一步園財團 （页面存档备份，存于）